# Béryllium
Pour les articles homonymes, voir Béryllium (maladie professionnelle).
Le béryllium est l'élément chimique de numéro atomique 4, de symbole Be. Dans le tableau périodique, c'est le premier représentant des métaux alcalino-terreux. Son nom vient du grec βήρυλλος / beryllos qui désignait l'aigue-marine ou l'émeraude.
Dans les conditions normales de température et de pression, le corps simple est un métal d'aspect gris acier, léger et fragile. Le béryllium métallique, ses alliages et ses composés chimiques sont toxiques et peuvent provoquer une inflammation des poumons appelée bérylliose.

## Histoire
Le nom béryllium vient du mot grec βήρυλλος (berullos), béryl, qui vient lui-même de bêrullos, cristal. À une époque il était nommé glucinium (symbole : Gl), du grec γλυκύς (glukús), doux, un qualificatif dû au goût sucré de ses sels.
Cet élément aurait été découvert par Louis-Nicolas Vauquelin en 1798, sous forme d'oxyde (BeO) dans le béryl et dans les émeraudes. Friedrich Wöhler et Antoine Bussy l'isolèrent indépendamment en 1828 en faisant réagir du potassium sur du chlorure de béryllium.
On crut pendant longtemps que sa masse atomique était 13,5 (parce qu'on le pensait trivalent). Dmitri Mendeleïev prédit en 1869 une masse atomique de 9, ce qui fut confirmé 15 ans plus tard.
La production de béryllium à échelle industrielle ne commence véritablement qu'après la Première Guerre mondiale. Durant les années 1920, elle est initialement soutenue par Siemens & Halske en Europe et par Union Carbide et Carbon Corporation aux États-Unis. Dans les années 1930, les seuls producteurs au monde sont les États-Unis et l'Allemagne. Alors qu'en Amérique du Nord, le marché est séparé entre The Beryllium Corporation (utilisation des brevets de Hugh S. Cooper) et The Brush Beryllium Company (patentes de Michael G. Corson), l'Europe reste sous la domination de l'entreprise allemande H. Vaccumschmelze AG, cette dernière produisant sous licences de Siemens.

## Caractéristiques notables

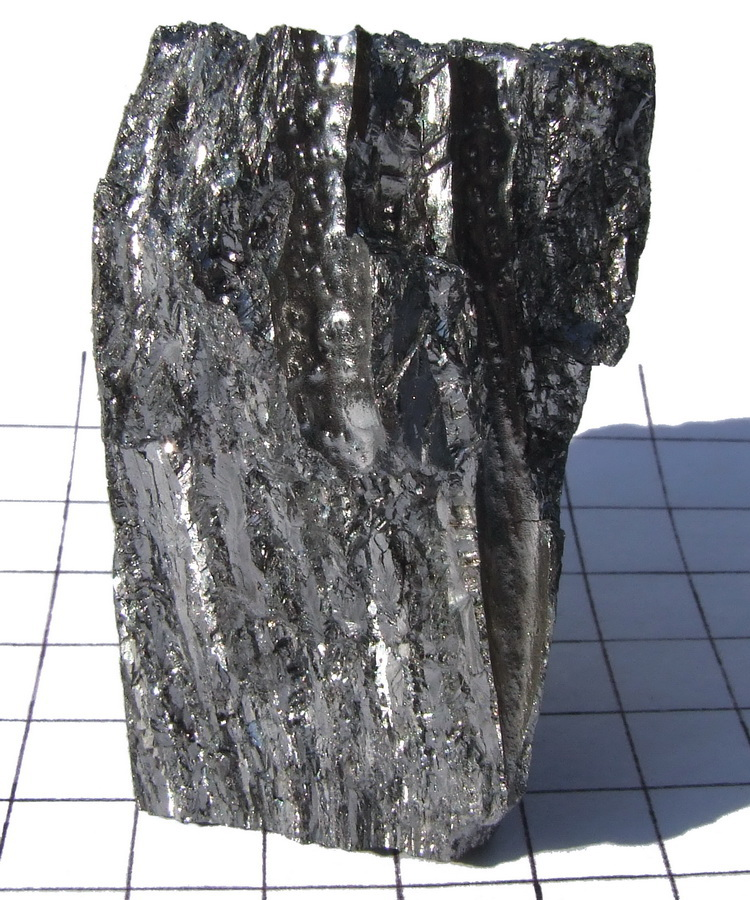
Bloc de béryllium.

Le béryllium a le point de fusion le plus élevé de tous les métaux légers : 1 287 °C.
Il est moins dense que l'aluminium (1,85 g/cm3 contre 2,7) et moins déformable (son module de Young est de 294 GPa contre 67,5) mais plus fragile (sa limite élastique est de 60 MPa contre 180). Sa ductilité est approximativement d'un tiers plus grande que celle de l'acier. Il possède une excellente conductivité thermique, est non magnétique et résiste à l'acide nitrique concentré.
Aux conditions normales de température et de pression, le béryllium résiste à l'oxydation quand il est exposé à l'air. Il se forme une fine couche d'oxyde qui lui donne sa capacité à rayer le verre.
Il est fortement perméable aux rayons X, et libère des neutrons quand il est frappé par des particules alpha, comme celles émises par le radium ou le polonium.
Dans la nature, on le trouve principalement sous forme d'oxydes ou d'aluminosilicates complexes appelés béryls, dont les représentants précieux les plus connus sont l'émeraude et l'aigue-marine. On l'exploite à partir d'une trentaine de minerais (bertrandite et béryl surtout). Les principales mines mondiales sont aux États-Unis, en Chine et au Mozambique. Aucune n'est ouverte en Europe.

## Utilisations
Le béryllium est utilisé dans de nombreux domaines, ce qui a conduit à le mentionner dans la liste des 27 matières premières minérales critiques. Du fait de sa toxicité, il est, là où cela est possible, remplacé par des matériaux de substitution.

### Alliages
Le béryllium est principalement employé comme agent durcissant dans certains alliages, notamment le Moldmax, un alliage de cuivre-béryllium utilisé pour la fabrication de moules pour matières plastiques. Ces alliages sont à la fois légers, rigides, résistants à la chaleur et possèdent un faible coefficient de dilatation.
Le béryllium est également incorporé dans certains alliages spéciaux, par exemple des matériaux utilisables pour le frottement.
On les retrouve dans les clubs de golf, les balanciers de montre (anti-magnétique), les gyroscopes, des applications spatiales (les miroirs du télescope spatial James Webb sont en béryllium) et aéronautiques. Il a été utilisé en Formule 1 pour son rapport exceptionnel entre son module d'élasticité et sa densité, puis pour la réalisation d'étriers de frein et de pistons sous la forme d'alliages Aluminium-Béryllium. Il a été utilisé également pour la fabrication de sièges de soupapes et de guides de soupapes en particulier pour un usage en compétition automobile puis interdit dans les moteurs de compétition en raison de sa haute toxicité. Il avait été utilisé avant cela dans l'aéronautique pour les ressorts de soupapes des moteurs à pistons (bronze au béryllium).
Il permet également de fabriquer des outils non déflagrants pour l'industrie des explosifs.
La marque Porsche expérimenta le béryllium pour la fabrication de disques de freins afin de réduire la masse de ceux-ci (le gain de masse pour les 4 disques en béryllium en lieu et place des disques en acier étaient de l'ordre de dix à quinze kilogrammes selon l'auto), une première fois à Hockenheim en 1966 dans les 906  mais la faible fiabilité et le coût de ceux-ci firent revenir les ingénieurs à des disques conventionnels en acier pour le reste de la saison. Les disques en béryllium furent par la suite expérimentés en course de côte, toujours par Porsche, sur la 909 "Bergspyder" avec plus de succès, le faible poids de l'auto (moins de 400 kg à sec), la légèreté aidant naturellement à réduire les besoins en dissipation de l'énergie cinétique et la faible durée d'exploitation de l'auto (quelques kilomètres maximum), les disques en béryllium toléraient suffisamment les besoins pour cette utilisation spécifique. Ils furent à nouveau testés en vue de courses de sport-prototypes sur la 908/3 jusqu'en 1969 mais de nouveau avec des résultats peu concluants. Le coût très élevé ne permettant pas la mise en application sur les autos "clientes" alors nécessaire pour les programmes de développement de la marque et la forte toxicité de ces éléments pour les pilotes et les mécaniciens poussèrent le constructeur à cesser le développement d'éléments de friction en béryllium.

### Domaine nucléaire
Mélangé à un émetteur alpha, comme l'américium, ou gamma de forte énergie, il est utilisé comme source de neutrons de longue durée de vie nécessaire au fonctionnement des réacteurs.
Réactions mises en œuvre :
| 4 2He | + 9 4Be | ⟶   | 1 0n | +   | 12 6C ; |                    |
| 1 0n  | + 9 4Be | ⟶ 2 | 1 0n | + 2 | 4 2He   | – 1,57 MeV ;       |
| γ     | + 9 4Be | ⟶   | 1 0n | + 2 | 4 2He   | – environ 2,0 MeV. |
Le béryllium est également utilisé comme modérateur sous forme d'oxyde (la glucine) dans quelques réacteurs nucléaires et comme source complémentaire de neutrons dans le réacteur expérimental à fusion ITER.
Filtre à neutrons, pour obtenir des faisceaux de neutrons « propres » débarrassés d'autres particules.

### Autres applications
L'oxyde de béryllium est utilisé en électronique, particulièrement en haute fréquence et dans le domaine de la haute tension. Ce corps possède en effet la propriété d'être un bon isolant électrique (faibles pertes diélectriques), tout en ayant une bonne conductivité thermique. Cependant son utilisation comme isolant dans les semi-conducteurs, (entre les pastilles de silicium et les boîtiers), a largement cédé la place à d'autres matériaux beaucoup moins toxiques comme l'alumine.
Ses emplois comme isolant et matériau de contact extérieur dans l'électronique, ainsi que son incorporation dans les graisses silicones ont été aussi abandonnés, du fait des risques très importants pour la santé.
Dans les applications « grand public », des fabricants d'enceintes, par exemple Yamaha (NS-1000), Focal JMlab, TAD (matériel professionnel et haut de gamme Pioneer), et de membranes comme Electrofusion Products, l'utilisent pour former des membranes de haut-parleurs d'aigus de très haute qualité, capable de reproduire des fréquences jusqu'à 60 000 hertz. En effet, la rigidité et la légèreté du matériau sont des atouts pour cet usage (fréquence propre de la membrane très élevée).
En géomorphologie et en paléosismologie, l'isotope 10Be, créé par les rayons cosmiques, est utilisé pour la datation par isotopes cosmogéniques de surfaces ou pour la détermination de taux d'érosion.
Les glaciologues ont trouvé deux pics de concentration en béryllium dans les carottes glaciaires polaires au nord comme au sud : dans le forage Vostok,, dans le forage Byrd, dans le forage GRIP et dans le dôme C (projet EPICA), vers −40 000 ans. On pense qu'ils sont dus à l'événement de Laschamp, une courte période d'affaiblissement du champ magnétique terrestre qui aurait permis une irradiation de la Terre entraînant la production d'isotopes cosmogéniques. Ce double pic est utilisé pour tenter de caler les datations des forages glaciaires.
Le béryllium a été employé en dentisterie où il entre dans la composition d'alliages destinés à la réalisation de prothèses dentaires (couronnes, armatures de bridge). Sa capacité à faciliter l'adhésion de la céramique l'a fait incorporer à un grand nombre d'alliages, précieux ou non précieux, destinés à la réalisation de chapes pour couronnes ou bridges céramo-métal. Depuis 2002, la norme ISO limite le béryllium à 0,02 % de la masse totale. Cependant, nombreux sont ceux qui ont encore en bouche des alliages dont la teneur en béryllium  dépasse cette norme.
Autre utilisations de ses propriétés cristallines : Fenêtre à rayons X, par exemple fenêtre d'un tube à rayons X ou d'un détecteur de rayons X : la fenêtre isole l'intérieur de l'appareil de l'environnement.

## Isotopes
Le béryllium possède 12 isotopes connus, dont le nombre de masse varie entre 5 et 16. Seul 9Be est stable et représente la quasi-intégralité du béryllium naturel. Deux des radioisotopes du béryllium ont été détectés dans la nature : 10Be d'une demi-vie de 1,39 million d'années, et 7Be d'une demi-vie de 53,22 jours ; tous deux sont des nucléides cosmogéniques créés par interaction entre les rayons cosmiques avec les noyaux des atomes de l'air. Les autres radioisotopes ont des demi-vies très courtes et ne sont détectables que dans les instruments qui ont servi à les créer artificiellement.

## Toxicité

### Présentation - Écotoxicologie
Le béryllium est un métal très toxique, non radioactif. Il est classé parmi les éléments les plus toxiques comme l'arsenic (As), le cadmium (Cd), le chrome (Cr), le plomb (Pb), le thallium (Tl) et le mercure (Hg). Le béryllium agit comme un poison cancérigène, affectant les membranes cellulaires et se liant à certaines protéines régulatrices dans les cellules. Le béryllium peut rester détectable dans l’urine jusqu'à dix ans après l’exposition. Il est classé cancérogène de catégorie 1 par l'Union européenne et est donc en France soumis au décret CMR 2001-97 du 1er février 2001 (qui vaut pour toute exposition au béryllium).
Le béryllium est écotoxique (et notamment cancérigène). C'est le plus petit des cations métalliques. Et s'il semble relativement peu mobile dans les eaux à pH neutre ou alcalin, il l'est par contre dans les sols ou milieux naturellement acides (fréquent dans une grande partie du monde) ou rendus acides par l'Homme.
La faible abondance naturelle du béryllium (3×10-4 %) fait qu'il ne pose pas de problème environnemental particulier, mais il peut être concentré dans les charbons et dans les roches granitiques comme les pegmatites sous forme de plusieurs minéraux : bertrandite, béryl... Il circule alors avec une biodisponibilité et une propension encore mal évaluée à se concentrer dans certains organes ou chez certaines espèces,. Les usages thermiques du charbon en ont injecté une quantité significative dans l'atmosphère, dont les retombées ont enrichi les milieux autour des sites industriels et urbains utilisant le charbon (souvent associé à des pluies acides, notamment pour les charbons à forte teneur en soufre).
Il y a des polémiques sur son emploi en dentisterie dans les prothèses dentaires.[réf. nécessaire]
La détection du béryllium dans le corps humain à des doses très élevées est toujours associée à des effets nocifs (de gravité variable).
Le béryllium est :
- inhibiteur de la phosphatase alcaline ;
- inhibiteur de l’adénosine triphosphate hépatique ;
- inhibiteur de la synthèse de l’ADN.

Ceci se traduit par des effets sur la santé, qu'on classe en plusieurs catégories :

### Effets non cancérigènes
L’inhalation de « grandes » concentrations de béryllium (plus de 1 mg par mètre cube d’air), ou une inhalation prolongée (plus d'une dizaine d'années) même de faibles doses, peut engendrer une maladie nommée  maladie chronique du béryllium ou bérylliose (ou CBD pour Chronic Beryllium Disease). Cette maladie affecte les poumons, présente de nombreux points communs avec la pneumonie et peut évoluer vers une insuffisance cardiorespiratoire grave.
Modèle animal : Alors que l'ingestion du béryllium par le corps humain n'a pas montré d'effets directs et nocifs  sur l'estomac et l'intestin, l’ingestion du béryllium par des animaux engendre la présence de lésions au niveau de ces organes.
Sensibilisation : Certaines personnes deviennent hypersensibles au béryllium (elles développent une réaction allergique à cet élément). Chez quelques personnes, l’exposition directe du béryllium (contact cutané) a causé des lésions de la peau avec ou sans granulomatose et des inflammations des voies respiratoires.

### Effets cancérigènes
Plusieurs études ont été faites sur l’augmentation du nombre de décès dus à un cancer du poumon chez les personnes employées dans des usines utilisant le béryllium.

### Sources de contamination du corps humain
La contamination du corps humain par le béryllium se fait principalement par 4 voies : 
- par inhalation d’air contenant des particules de béryllium (poussières, fumées, vapeurs, nanoparticules issues de l'abrasion) ;
- par ingestion d'aliments et d'eau contaminés ;
- à la suite de la corrosion des alliages bérylliés présents en bouche ;
- par contamination cutanée et transcutanée, très sensibilisante « L’apport de l’absorption cutanée est de plus en plus suspectée dans le développement de la sensibilisation »[25],[26].

#### Contamination par les eaux potables
On peut le trouver dans les eaux naturelles et les effluents industriels à l'état de traces. En général, la concentration du béryllium dans les eaux naturelles et les eaux usées varie entre 0,1 et 500 μg/L, mais quand cette concentration dépasse 0,2 μg/L, on commence à parler d’un problème environnemental.

#### Contamination par l'air
Le béryllium peut être très nocif quand il est inhalé. En fait, il y a une grande corrélation entre le taux de béryllium dans l’urine humaine et celui dans l’air, ce qui prouve que la contamination dans le corps humain n’est pas due seulement à des pollutions des eaux mais aussi de l’atmosphère.[réf. nécessaire]

#### Contamination par les prothèses dentaires
Au contact de la salive tout alliage contenant du béryllium se corrode et libère des ions qui diffusent dans les tissus environnants et sont en partie ingérés. La corrosion est d'autant plus forte avec ces alliages que le béryllium, métal très réactif, réagit en présence de tout autre métal. L'intoxication chronique qui résulte de la diffusion permanente d'ions béryllium dans le corps est un facteur de dérèglement du système immunitaire, en particulier chez les personnes allergiques (ou sensibilisées au béryllium à la suite d'un contact prolongé).
Les dentistes (au fraisage) et les prothésistes dentaires y sont également exposés par leur travail (en 1990, 50 % des prothésistes dentaires utilisaient un alliage au béryllium).

## Béryllium et santé des travailleurs
Les maladies respiratoires et pulmonaires induites par l'exposition au béryllium (Be) et à des particules en contenant sont connues et ont été très étudiées ; Elles ont permis de montrer qu'une exposition au Be excédant 100 μg/m3 pouvait causer des pneumopathies graves, alors qu’une exposition chronique cause des désordres pulmonaires dits « maladies chroniques causées par le béryllium » (MCB) ou bérylliose.
Selon l'Institut national de recherche et de sécurité, en France environ 12 000 salariés sont exposés au béryllium dont 6 000 en mécanique générale, 3 000 prothésistes dentaires et de nombreux autres (fabrication de composants électroniques et d'instrumentation scientifique, optique électronique, bijouterie, usinage par enlèvement de matière ou abrasion, recyclage des déchets, utilisation de poudres à base de sels de béryllium destinées à enduire l'intérieur des tubes à fluorescence, fabrication d'aluminium avec un risque plus élevé pour les fondeurs et conducteurs de cuves d'électrolyse…).
Ce produit n'a pas d'odeur et est indétectable par les moyens habituels. De plus, bien des produits en contenant n’ont pas de fiche de données de sécurité, ce qui explique qu'il est trop souvent oublié dans l’évaluation environnementales et des risques professionnels, et que la valeur limite pourrait être assez souvent dépassée. (« les entreprises concernées ne sont pas toujours conscientes du danger auxquelles elles exposent certains de leurs travailleurs » ré-alertait l'INRS en 2009.
Cette maladie (tableau no 33 des maladies professionnelles), est par ailleurs selon l'INRS encore « souvent non-diagnostiquée et probablement sous-déclarée » et elle est d'autant plus facilement confondue avec la sarcoïdose que les patients ignorent généralement qu'ils ont été en contact avec du béryllium.

### Valeur d'exposition
Valeur Limite d'Exposition Professionnelle (VLEP, VLEP 8H) : elle était de 2 µg/m3 en France et dans plusieurs pays mais elle devra sans doute prochainement être revue à la baisse car « des études épidémiologiques ont incité des organismes américains à proposer en 2006 une valeur beaucoup plus basse »,.
La valeur d'exposition moyenne pondérée (VEMP) est de 0,15 µg/m3 selon l’annexe 1 du Règlement sur la santé et la sécurité du travail (RSST) (2007). La VEMP précédente de 2 µg/m3, toujours en vigueur dans différents pays, ne permet pas d’éviter la sensibilisation au béryllium.

### Tests
Depuis la fin des années 1980, un test de laboratoire est couramment utilisé pour déceler la sensibilisation d’un travailleur au béryllium; il s’agit du test de prolifération des lymphocytes en présence de béryllium le beryllium lymphocyte proliferation test (BeLPT).
C'est par exemple le test le plus utilisé pour détecter si les ouvriers travaillant sur des réacteurs nucléaires présentent des symptômes du CBD ou chronic beryllium disease. Un test positif indique que le système immunitaire de l'individu est capable de réagir à la présence de béryllium dans l'organisme et que le patient présente un risque très élevé de développer cette maladie durant l'exposition. mais il existe une controverse dans la communauté scientifique quant à sa valeur prédictive pour la bérylliose.
Une personne pourra avoir un BeLPT positif sans être nécessairement porteuse d’une bérylliose. Sachant qu’une bérylliose peut prendre jusqu’à 30 ans à se développer chez une personne sensibilisée, la corrélation BeLPT et bérylliose chronique n’est pas significative à un instant donné.
La sensibilisation par contact cutané avec de faibles doses étant possible, de bonnes pratiques de nettoyage et décontamination sont recommandées pour rester sous la valeur seuil de 0,2 μg/100 cm2 de Be (très difficile pour les surfaces de matériaux contenant du Be).

### Mesures de protection des travailleurs
En milieu contaminé et dans les usines où le béryllium est omniprésent, le personnel est particulièrement exposé. Des protections adaptées (gants, masques, gants et vêtements de protection épais) réduisent le risque.
La décontamination de surfaces pollués par du béryllium se fait d'abord par aspiration des poussières au moyen d'un aspirateur garni d’un filtre à haute efficacité (de type HEPA) puis d'un nettoyage humide avec détergent. Certains produits nettoyants acides peuvent extraire du béryllium de surfaces en contenant. Nettoyer avec un produit moins agressif (neutre ou basique) diminue par exemple la contamination d'une surface en alliage cuivre-béryllium, et maintiennent une contamination inférieure à 3,0 μg/100 cm2 (valeur à ne pas dépasser au Canada, pour les zones contenant du béryllium[réf. nécessaire]).
Un second cycle de nettoyage est recommandé lorsque la contamination de surface reste supérieure à 0,2 μg/100 cm2. Si le Be est présent dans un matériau devenant pulvérulent (béton se dégradant par exemple), ce dernier peut être stabilisé (scellant, résine, huile de lin...).

## Sources
- (en) World Health Organisation, Geneva 2001 : « Béryllium and Béryllium compounds » Concise international of chemical assesment document 32
- (en) Soil Investigation and Human Health Risk Assessment for the Rodney Street Community, Port Colborne: March 2002, Appendix 2 Page 32 of 106
- (en) U.S Department of Health and Human Services, public health services Agency for toxic Substances and Disease Registry  « Toxicological Profile of Béryllium » september 2002
- (en) T.D. Luckey and B. Venugopal. In: Metal Toxicity in Mammals, Part 1. Physiologic and Chemical Basis For Metal Toxicity, Plenum Press, New York (1977), p. 43.
- (en) W.R. Griffith and D.N. Skilleter. In: Metals and Their Compounds in the Environment, VCH, Weinheim (1991), p. 775.